# Andree Wiedener
Andree Wiedener (Helmstedt, 14 marzo 1970) è un ex calciatore tedesco, di ruolo difensore.

## Palmarès

### Club

#### Competizioni nazionali
- Coppa di Germania: 2

Werder Brema: 1993-1994, 1998-1999
- Supercoppa di Germania: 1

Werder Brema: 1994

#### Competizioni internazionali
- Coppa Intertoto UEFA: 1

Werder Brema: 1998